# 沖繩都市單軌電車線

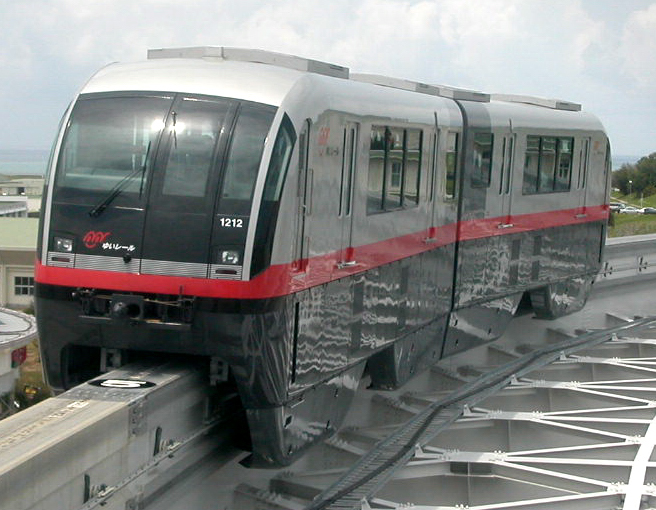
沖繩都市單軌電車列車行駛於日本最南端鐵路車站——赤嶺站

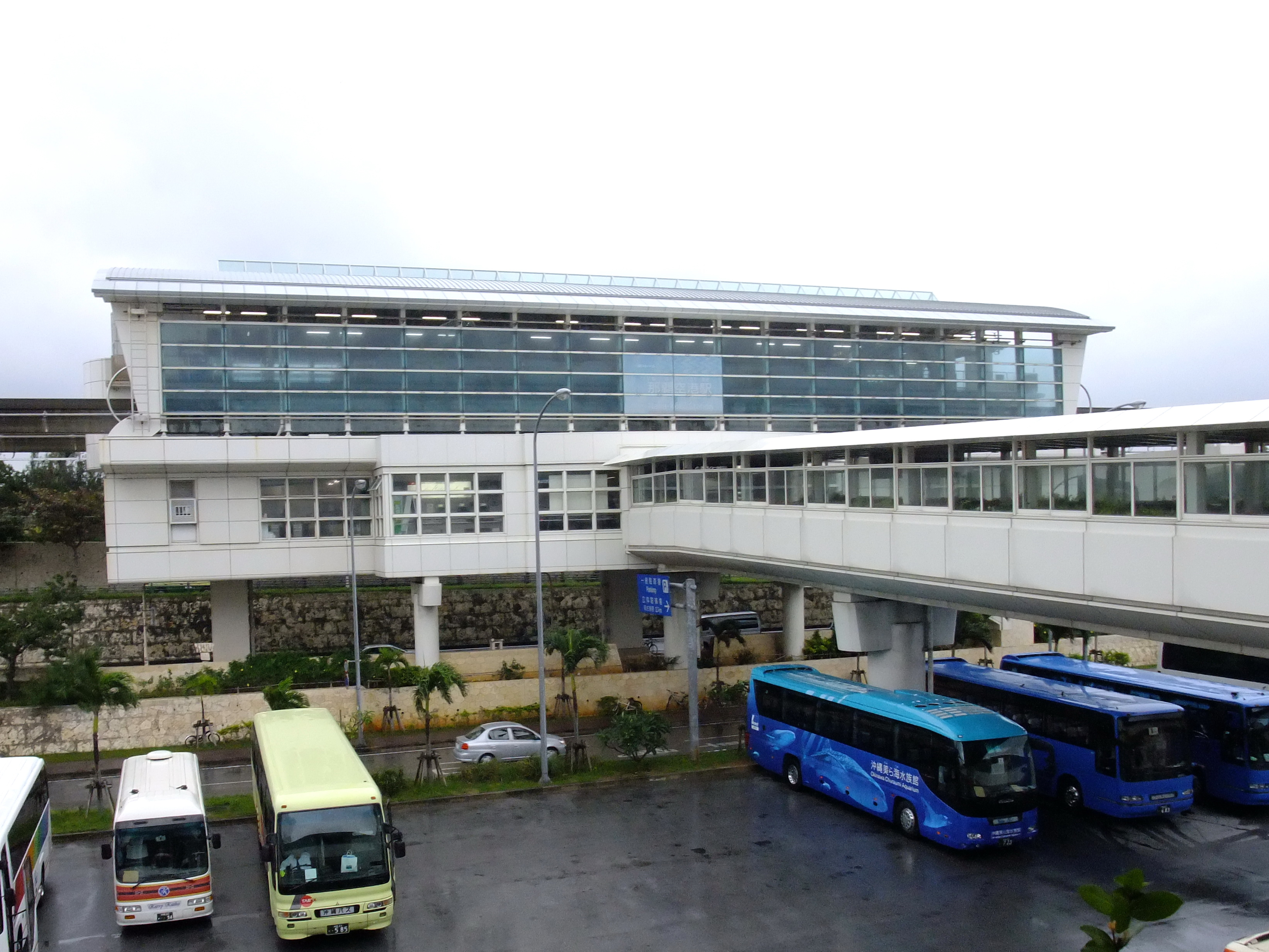
日本最西端鐵路車站——那霸機場站

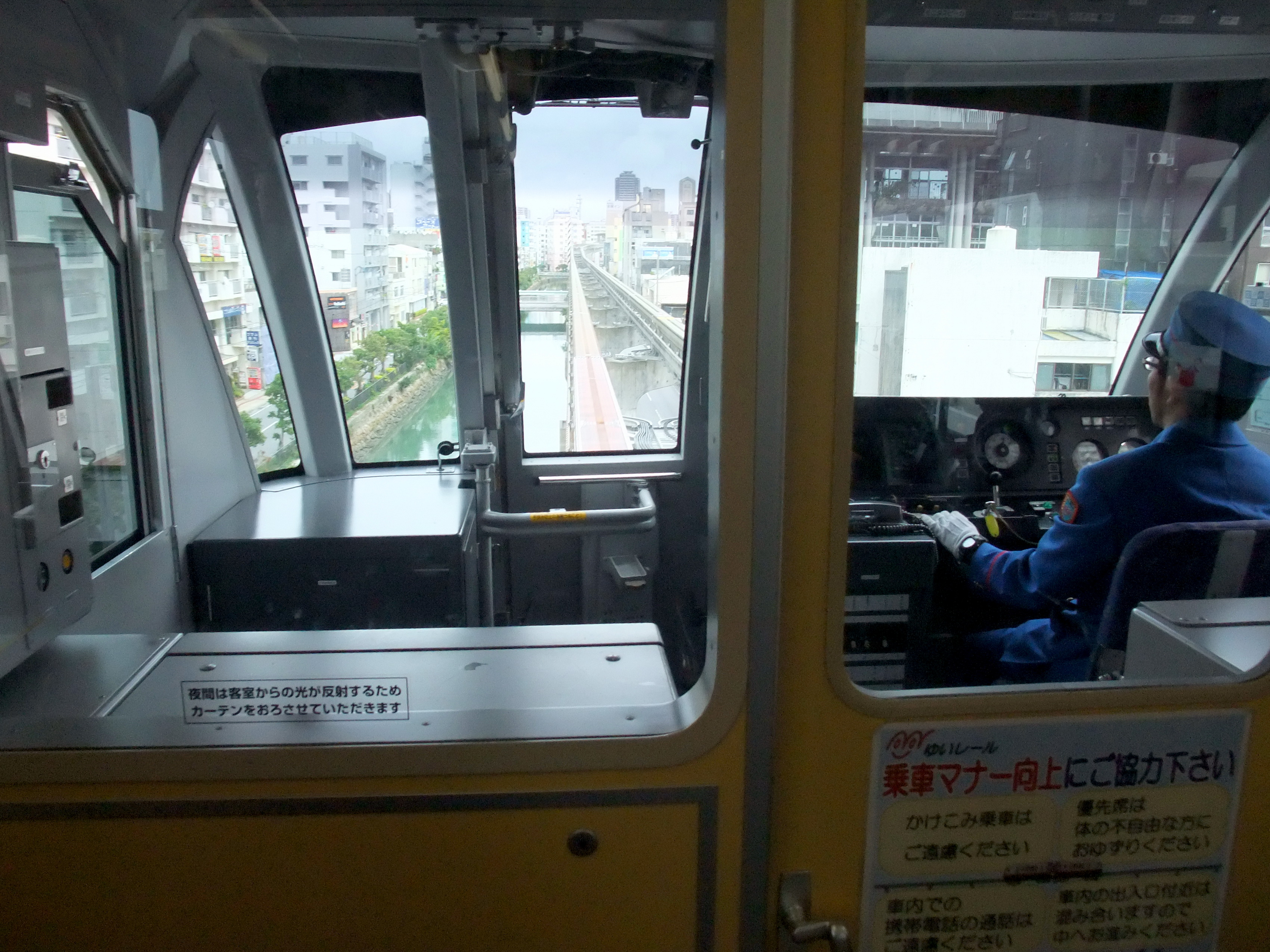
沖繩都市單軌電車駕駛艙

沖繩都市單軌電車線（日语：／ Okinawa toshi monorēru sen */?
；或譯為沖繩都市單軌鐵路線）是位於日本沖繩縣那霸市的跨座式單軌電車路線，暱稱「Yui-Rail」（ Yui Rēru），由沖繩都市單軌電車營運。2003年8月10日通車營運，是沖繩縣自第二次世界大战後唯一新設的鐵路線，也是目前全縣僅有的鐵路線。地理分佈上，還是日本全國分佈最南與最西的鐵路線。路線全長17公里，連接那霸機場、那霸市中心與浦添市；目前設有19個車站，平均每個車站距離約0.93公里。

## 車站列表
- 那霸機場-石嶺位於日本冲绳岛沖繩縣那霸市，經塚-Tedako浦西位於日本冲绳岛沖繩縣浦添市，其中「那霸机场-首里」於2003年8月10日正式通車而啟用，「首里-日子浦西」於2019年10月1日正式通車而啟用。
- 車站編號以各站站名牌與自動售票機票價表為準。

| 車站編號 | 中文站名   | 日文站名 | 英文站名 | 站間距離 | 營業距離 | 所在地 |
| -------- | ---------- | -------- | -------- | -------- | -------- | ------ |
| 1        | 那霸機場   |          |          | -        | 0.0      | 那霸市 |
| 2        | 赤嶺       |          |          | 2.0      | 2.0      | 那霸市 |
| 3        | 小祿       |          |          | 0.8      | 2.8      | 那霸市 |
| 4        | 奧武山公園 |          |          | 1.0      | 3.8      | 那霸市 |
| 5        | 壺川       |          |          | 0.8      | 4.6      | 那霸市 |
| 6        | 旭橋       |          |          | 0.8      | 5.4      | 那霸市 |
| 7        | 縣政府前   |          |          | 0.6      | 6.0      | 那霸市 |
| 8        | 美榮橋     |          |          | 0.7      | 6.7      | 那霸市 |
| 9        | 牧志       |          |          | 1.0      | 7.7      | 那霸市 |
| 10       | 安里       |          |          | 0.6      | 8.3      | 那霸市 |
| 11       | 歌町       |          |          | 0.7      | 9.0      | 那霸市 |
| 12       | 古島       |          |          | 1.0      | 10.0     | 那霸市 |
| 13       | 市立醫院前 |          |          | 0.9      | 10.9     | 那霸市 |
| 14       | 儀保       |          |          | 1.0      | 11.9     | 那霸市 |
| 15       | 首里       |          |          | 1.0      | 12.9     | 那霸市 |
| 16       | 石嶺       |          |          | 0.9      | 13.8     | 那霸市 |
| 17       | 經塚       |          |          | 1.2      | 15.0     | 浦添市 |
| 18       | 浦添前田   |          |          | 1.0      | 16.0     | 浦添市 |
| 19       | 日子浦西   |          |          | 1.0      | 17.0     | 浦添市 |

沖繩都市單軌電車線沿線有兩個車站是日本鐵路運輸系統的地理極點，即最西端的那霸機場站及最南端的赤嶺站。

## 暱稱由來
沖繩都市單軌電車線的暱稱「Yui-Rail」與用在公司企業識別標誌及車頭牌上的圖樣，是在公開募集活動中由宇久村鈴子（負責暱稱部分）及島袋勇（負責標誌圖樣部分）所設計，並經沖繩縣的民眾票選決定。其中，暱稱中的「Yui」（ゆい）源自於沖繩縣當地的一種互助輪耕活動，這個字是由（結合、協同勞動）與（輪流）兩字合成，當地的農民以合作的方式，一起在同一塊田地中耕種，完成之後再輪到下一塊，以提升作業效率。至於識別標誌中、笑臉上方類似英文字母「M」字的圖樣是象徵「單軌電車」（Monorail）之意，右方朝上挑的鉤尾則是締造符合沖繩精神的躍動感。

## 歷史
- 1996年：沖繩都市單軌電車線「那霸機場—首里」段開始興建。
- 2003年8月10日：沖繩都市單軌電車線「那霸機場—首里」段正式通車而啟用。
- 2012年（平成24年）1月25日：國土交通省批准沖繩都市單軌鐵路經營首里～浦西共4.1公里的軌道事業特許認可[4]。
- 2013年（平成25年）11月2日：進行車站興建起工式[5]。
- 2019年10月1日：沖繩都市單軌電車線「首里—日子浦西」段正式通車而啟用。
- 2020年3月10日，沖繩都市單軌電車線（Yui-rail）啟用Suica、交通系IC卡全國通用服務(「ICOCA」「Kitaca」「PASMO」「manaca」「TOICA」「PiTaPa」「Hayakaken」「nimoca」「SUGOCA」)[6][7][8][9][10]。

## 外部連結
- 沖繩都市單軌電車網站 （页面存档备份，存于）（日語）（英文）（繁體中文）（简体中文）
- 搭沖繩都市單軌電車看風景 （页面存档备份，存于）